# UY Щита

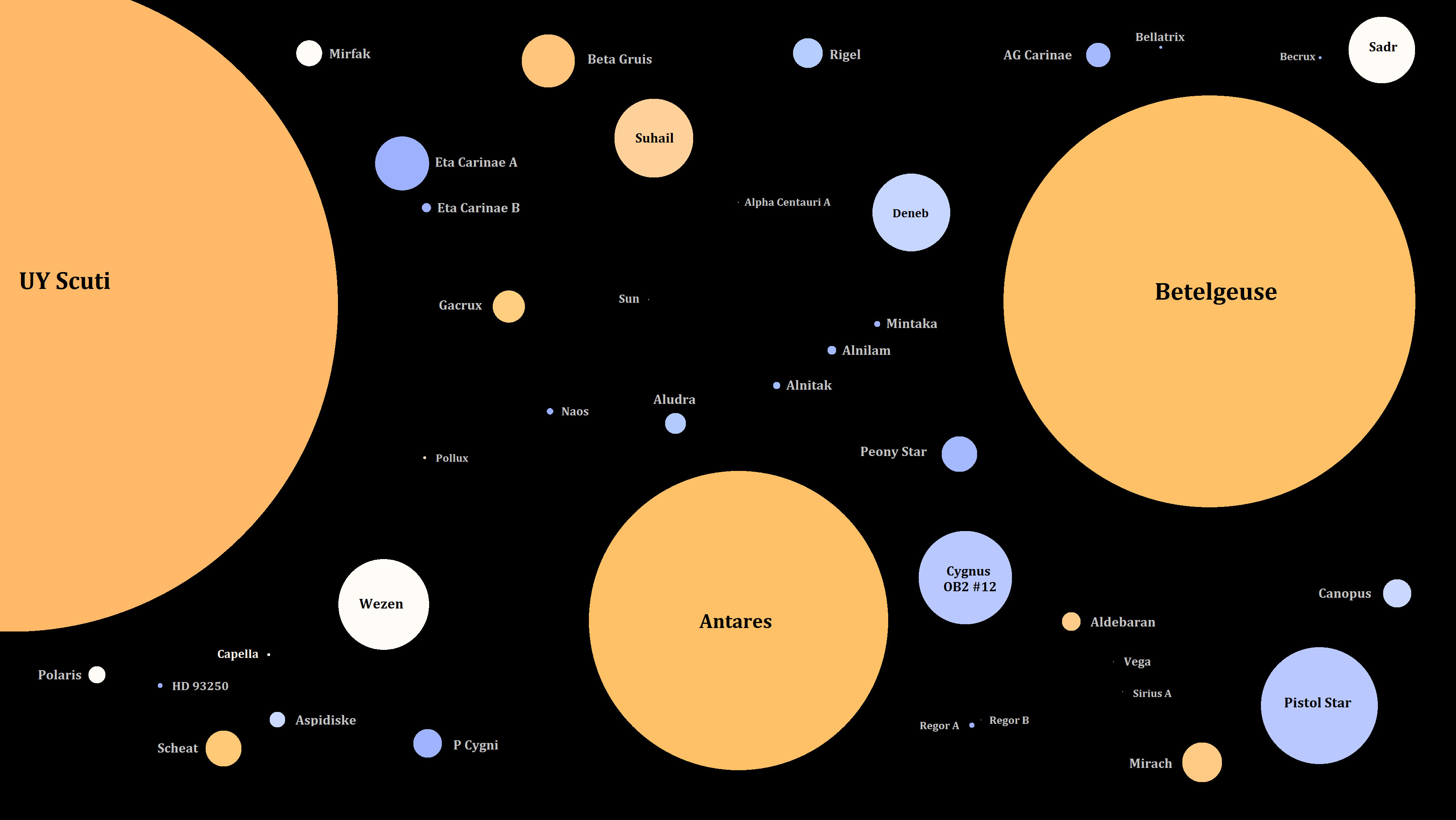
Найбільші відомі зорі

UY Щита — яскравий червоний надгігант, пульсуюча змінна зоря у сузір'ї Щита. Судячи з усього, це найбільша з відомих зоря за радіусом, а також одна з найяскравіших. За оцінками, її середній діаметр перевищує діаметр Сонця у 2775 разів[джерело?], тобто дорівнює 4,02 млрд км (15,9 а. о.), а її об'єм, відповідно, більше сонячного у 5 млрд разів. Зоря розташована на відстані приблизно 2,9 кілопарсек (9500 світлових років) від Землі. Якби зоря опинилася всередині Сонячної системи на місці Сонця, своєю фотосферою вона досягла б орбіти Урана або навіть поглинула її (діаметр зорі відомий неточно).

## Спостереження
Уперше UY Щита внесли до каталогу німецькі астрономи Боннської обсерваторії (Боннський огляд, 1860). Зоря отримала позначення BD-12 5055 — тобто 5055-та зоря між 12 і 13° південної широти, починаючи від 0h прямого піднесення. Ці дослідження були опубліковані 1862 року.
Під час наступного огляду параметри зорі були перевірені вдруге й виявилося, що її яскравість дещо змінилася, — тобто, вочевидь, зоря є змінною. Відповідно до загальноприйнятої системи, вона отримала позначення UY Щита (UY Scuti) — як 38-ма змінна зоря в сузір'ї Щита.
У винятково добрих умовах, за відсутності «світлового забруднення», зорю UY Щита можна побачити за допомогою невеликого телескопа або потужного бінокля як червонувату зорю з тьмяною плямою вздовж зір Чумацького Шляху. Вона розташована на 2° північніше зорі Гамма Щита, видимої неозброєним оком зорі типу A, і за 2 кутові мінути на північний захід від туманності Орла. Хоча зоря надзвичайно яскрава, у періоди найбільшої світності її видно із Землі як зорю 11-ї зоряної величини, адже вона розташована у «Великому провалі» — так званій «зоні недосяжності» (Zone of Avoidance, ZOA), а відстань до неї вельми велика. Велика кількість пилу на цій ділянці затемнює UY Щита. Якби не пил, UY Щита була б п'ятим за яскравістю об'єктом, видимим неозброєним оком.

## Характеристики

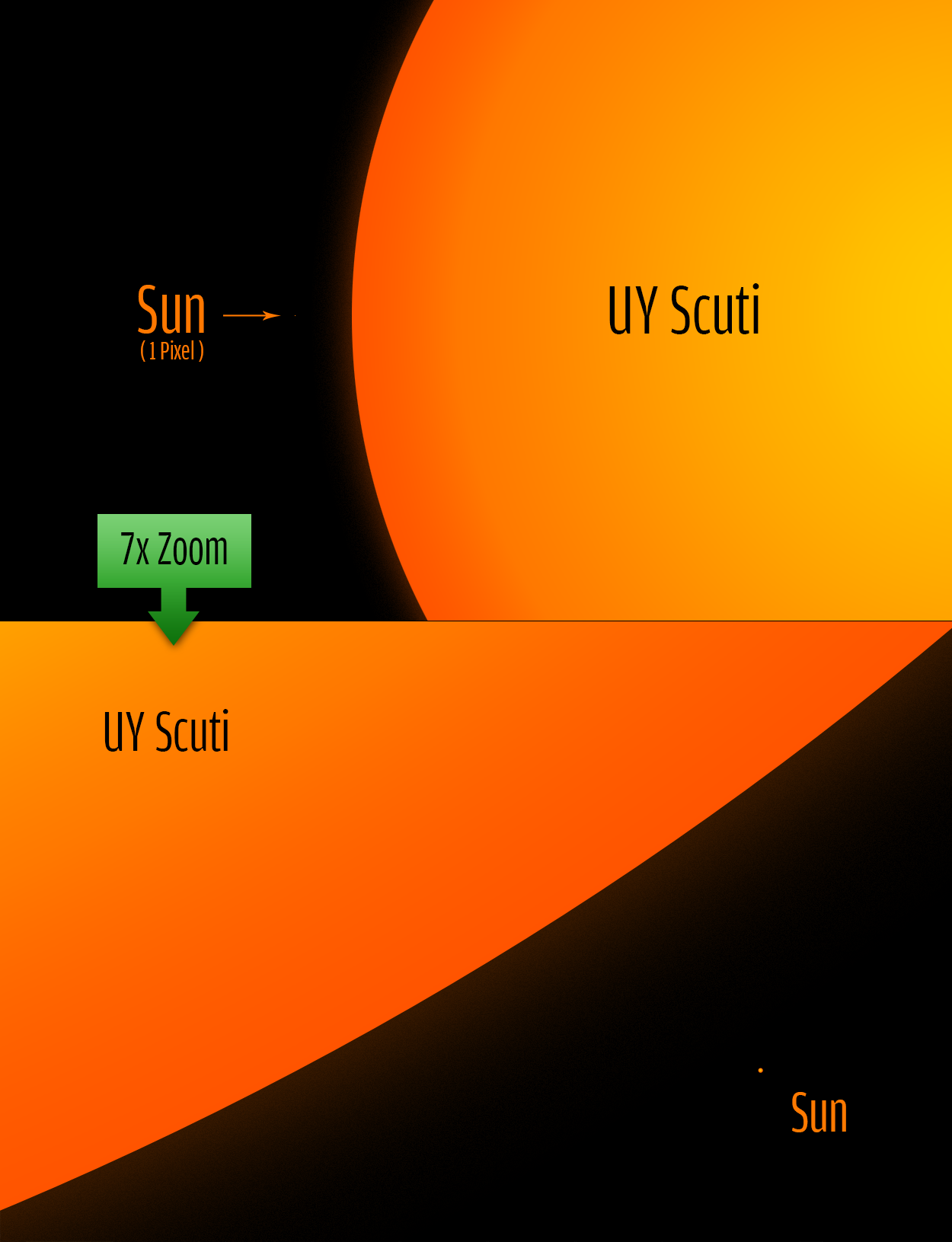
Ілюстрація приблизного розміру UY Щита відносно Сонця

Зоря класифікована як напіврегулярна змінна з приблизним періодом пульсацій 740 діб. Її загальна болометрична світність (тобто з урахуванням випромінювання в інфрачервоному діапазон) перевищує сонячну (L☉) в 340 000 разів. Іншими словами, UY Щита — одна з найяскравіших зір галактики.
Попри її величезний розмір, UY Щита не вважається гіпергігантом. Для гіпергігантів передбачено клас світності 0 (нуль), але його рідко згадують у публікаціях MKK, де йдеться про класифікації спектрів. Частіше зорі-гіпергіганти класифікують як Ia-0, Ia+ або навіть просто Iae, виходячи виключно зі спостережуваних спектрів, тому червоні супергіганти рідко дістають такі додаткові спектральні класифікації. Великої яскравості й величезного розміру недостатньо для того, щоб визначити зорю як гіпергігант: для цього потрібно виявити спектральні ознаки нестабільності атмосфери й швидкої втрати маси. У спектрі UY Щита присутні спектральні лінії вуглецю, води й діоксиду кремнію, але відсутні лінії кисню, неону та інших важчих елементів, що є ознакою недостатньо швидкої втрати маси. Крім того, на діаграмі Герцшпрунга-Рассела ця зоря розташована нижче овальної області гіпергігантів, тому вона класифікується «лише» як яскравий червоний супергігант.

## Розмір
Влітку 2012 року астрономи, які працюють на «Дуже великому телескопі» (VLT) у чилійській пустелі Атакама, виміряли параметри трьох надгігантів поблизу Галактичного центру — UY Щита, AH Скорпіона та KW Стрільця. Вони виявили, що всі три зорі більш ніж у 1000 разів перевищують за розміром Сонце, тобто є одними з найбільших відомих зір. Розміри зір були визначені за допомогою радіуса Росселанда, тобто відстані, на якій оптична товщина атмосфери дорівнює одиниці (іноді застосовують інші величини, наприклад 2/3).
Виявилося, що UY Щита є найбільшою з цих трьох зір і має діаметр 1708 ± 192 сонячного (R☉). Відтак, діаметр зорі є найбільшим серед відомих [джерело?]і приблизно в 1,7 разу перевищує розмір славнозвісної Бетельгейзе. UY Щита настільки величезна, що якби Землю зменшити до розміру звичайного пляжного м'яча (діаметром трохи більше 20 см), то Сонце в цьому масштабі мало би діаметр 22,25 м (висота 7-поверхового будинку), а діаметр UY Щита становив би 38 км — тобто більше ніж учетверо перевищував би висоту Джомолунгми.

## Маса
Маса UY Щита також точно невідома — здебільшого тому, що у зорі не знайдено зорі-супутника, гравітаційний вплив якого дав би змогу розрахувати маси. З наявних моделей еволюції зір випливає, що початкова маса зорі (маса зорі під час її формування), яка досягла стадії червоного супергіганта, — як-от UY Щита — має становити приблизно 25 мас Сонця (для зорі, що не обертається, — до 40 мас Сонця), і впродовж своєї еволюції до стадії червоного супергіганта більше половини цієї маси буде втрачено.

## Наднова зоря
Із сучасних моделей еволюції зір випливає, що UY Щита вже почала спалювати гелій і продовжує спалювати водень в зоні навколо ядра. З того, що UY Щита розташована глибоко всередині диска Чумацького Шляху, випливає, що вона є однією з наймолодших і короткоіснуючих зір, багатих на метали, тобто належить до Покоління I (металами в астрономії називають усі хімічні елементи, важчі гелію).
Імовірно, упродовж найближчого мільйона років UY Щита спалюватиме у своєму ядрі літій[джерело?], вуглець, кисень, неон і кремній. Після цього в ядрі почне утворюватися залізо, унаслідок чого гравітаційно-випромінювальний баланс зорі порушиться, що призведе до колапсу її ядра й спалаху наднової зорі. Вважається, що зорі на кшталт UY Щита еволюціонують із підвищенням температур і перетворенням на жовтого гіпергіганта, яскраву блакитну змінну або зорю Вольфа—Райє та утворенням потужного зоряного вітру, який розкидає її зовнішні шари й оголює ядро, після чого зоря вибухає як наднова типу IIb, IIn або Ib/Ic.